# نبی‌زاده
نبی‌زاده می‌تواند به افراد زیر اشاره کند:
- محمدعلی نبی‌زاده، نمایندهٔ حوزهٔ انتخابیهٔ گچساران در دورهٔ هفتم مجلس شورای اسلامی
- زهرا نبی‌زاده، ورزشکار ایرانی رشته‌های هفتگانه
- احمدرضا نبی‌زاده، خواننده ایرانی
- رضا نبی‌زاده، عضو گروه واسپوهر (گروه موسیقی)
- ماندانا نبی‌زاده، بازیگر فیلم دمرل
- سید مهدی نبی‌زاده، سفیر سابق ایران در هند